# ルーファス・ベック
ルーファス・ベック（Rufus Beck、1957年7月23日 - ）は、ドイツの俳優。

## 出演作品
- 小さな魔法使いと秘密の城 リトル・ウィッチ2（マリポア）
- リトル・ウィッチ ビビと魔法のクリスタル（マリポア）